# Harverd Dropout
Harverd Dropout es el segundo álbum de estudio del trapero estadounidense Lil Pump. Fue lanzado a través de Tha Lights Global y Warner Bros. Records el 22 de febrero de 2019. El álbum recibió críticas mixtas de los críticos y debutó en el número siete en el Billboard 200. El álbum consta de 16 canciones y cuenta con apariciones especiales de Kanye West, Smokepurpp, los raperos de Migos Offset y Quavo, Lil Uzi Vert, Lil Wayne, YG y 2 Chainz. Es la continuación de su álbum de estudio debut homónimo Lil Pump (2017).

## Sencillos
Lil Pump lanzó su álbum homónimo en octubre de 2017. En enero de 2018, anunció su segundo proyecto Harverd Dropout, que finalizó en abril de 2018. El proyecto se planeó inicialmente para lanzarse el 17 de agosto de 2018, el cumpleaños número 18 de García, pero se pospuso debido a que Lil Pump "perdió el álbum".
Tras el arresto de García el 29 de agosto de 2018 debido a la conducción sin licencia, el equipo de administración de García anunció que la fecha de lanzamiento de Harverd Dropout sería el 14 de septiembre de 2018. Una semana más tarde, el 7 de septiembre de 2018, Lil Pump se unió a El rapero estadounidense Kanye West para la canción "I Love It" con la comediante Adele Givens. La canción fue lanzada por el equipo de administración de Lil Pump.
El 14 de septiembre de 2018, fecha de lanzamiento también fue cancelada. En octubre de 2018, lanzó la canción "Multi Millionaire" con Lil Uzi Vert.
"Butterfly Doors" se lanzó el 4 de enero de 2019. Lil Pump publicó la portada en sus cuentas de redes sociales el 23 de enero de 2019, y anunció la fecha de lanzamiento del álbum el 22 de febrero.
El 31 de enero de 2019, se lanzó "Racks on Racks" junto con su video musical.

## Lista de canciones
| N.º | Título                                       | Producer(s) | Duración |  |
| 1.  | «Drop Out»                                   |             | 2:01     |  |
| 2.  | «Nu Uh»                                      |             | 1:54     |  |
| 3.  | «I Love It» (con Kanye West)                 | West        | 2:08     |  |
| 4.  | «ION» (featuring Smokepurpp)                 |             | 2:22     |  |
| 5.  | «Fasho Fasho» (featuring Offset)             |             | 2:58     |  |
| 6.  | «Racks on Racks»                             | Diablo      | 2:09     |  |
| 7.  | «Off White»                                  |             | 1:55     |  |
| 8.  | «Butterfly Doors»                            | CBMix       | 2:12     |  |
| 9.  | «Too Much Ice» (featuring Quavo)             |             | 2:52     |  |
| 10. | «Multi Millionaire» (featuring Lil Uzi Vert) | Danny Wolf  | 2:50     |  |
| 11. | «Vroom Vroom Vroom»                          |             | 1:54     |  |
| 12. | «Be Like Me» (featuring Lil Wayne)           | CBMix       | 4:00     |  |
| 13. | «Stripper Name» (featuring YG y 2 Chainz)    |             | 3:02     |  |
| 14. | «Drug Addicts»                               | Dee Money   | 2:55     |  |
| 15. | «Esskeetit»                                  | CBMix       | 3:01     |  |
| 16. | «Who Dat»                                    |             | 2:03     |  |

## Personal
Créditos adaptados de Tidal.
- CBMix - mezcla (pista 6, 8, 10, 12, 14, 15), masterización (pista 6, 8, 10, 12, 14, 15), grabación (pista 6, 10, 12, 14, 15).